# Rattus fuscipes
La rata de monte o rata de monte australiana (Rattus fuscipes) es un pequeño roedor nocturno australiano. Es un omnívoro y una de las especies autóctonas de rata más comunes en el continente, que se encuentra en muchas áreas de brezales de Victoria y Nueva Gales del Sur.

## Taxonomía
Se reconocen cuatro subespecies, cada una de las cuales se encuentra en diferentes regiones o hábitats, estas son
Se reconocen cuatro subespecies, cada una de las cuales se encuentra en diferentes regiones o hábitats, estas son
- Rattus fuscipes assimilis, común en la región costera del sur y este del continente, Rockhampton, Queensland a Timboon en Victoria
- Rattus fuscipes coracius, noreste de Queensland, Cooktown y Townsville, en selva tropical a altitudes bajas o altas
- Rattus fuscipes fuscipes, el nombre que se encuentra en el suroeste de Australia se extiende desde Jurien Bay hasta Israelite Bay
- Rattus fuscipes greyii, subespecie del sur que se encuentra desde la península de Eyre hasta el oeste de Portland en Victoria

## Descripción
Si bien no hay muchas características que distingan fácilmente a la rata de monte de otras especies de Rattus, se caracteriza por tener pequeñas ampollas timpánicas y un agujero incisivo recto. Las ratas de monte adultas son más pequeñas que la rata de pantano australiana (Rattus lutreolus) y, además, las almohadillas de las patas de la rata de monte son de color rosa, mientras que las almohadillas de las ratas de pantano son de color marrón oscuro. El pelo de los pies es corto y de color pálido, la subespecie Rattus fuscipes coracius es notablemente más oscura. Los pies son pentadáctilos y todos los dedos tienen garras. La cola es de un tono marrón rosado, casi sin pelo, con escamas que se superponen y le dan una apariencia anillada evidente. La rata de monte exhibe dimorfismo sexual: los machos son más grandes que las hembras de la especie. Sus ojos prominentes son grandes, y esto los distingue de la especie Rattus leucopus de Cape York, de hocico más estrecho, donde su área de distribución se superpone.
La especie varía mucho en coloración y tamaño. La longitud de la cabeza y el cuerpo combinados es de 100 a 205 milímetros (3,9 a 8,1 pulgadas), la cola es de 100 a 195 mm (3,9 a 7,7 pulgadas); estas medidas son aproximadamente las mismas en los individuos. El lado ventral del pelaje es de color gris claro o crema, que se degrada con el flanco rufo y el marrón más oscuro del lado superior; el color general es un marrón grisáceo o rojizo. La longitud de la pata trasera es de 30 a 40 mm (1,2 a 1,6 pulgadas) y la oreja de 18 a 25 mm (0,71 a 0,98 pulgadas). El peso promedio, para un rango de 50 a 225 gramos (1,8 a 7,9 oz), es de 125 g (4,4 oz). El número de pezones es variable en las poblaciones regionales, las hembras tienen un par de pezones pectorales y cuatro en la región inguinal, excepto en el norte de Queensland donde los pezones pectorales están ausentes.

## Distribución y hábitat
La rata de monte se encuentra principalmente en las regiones costeras del sur y este de Australia. Si bien se encuentra principalmente en las tierras bajas, la especie también se encuentra en altitudes más altas en los Alpes australianos. La distribución costera se extiende a algunas islas cercanas a la costa, incluida la isla Canguro. El área de distribución de la subespecie del sudoeste R. fuscipes fuscipes es a través del bosque esclerófilo de una región de alta precipitación. A lo largo de la costa sur, la subespecie R. fuscipes greyii habita en hábitats áridos, mientras que la subespecie assimilis se encuentra desde Victoria hasta Queensland.
El hábitat de R. fuscipes es terrestre y favorece las áreas más húmedas con maleza densa. La especie construye una madriguera poco profunda que conduce a una cámara de anidación cubierta de hierba y otra vegetación.

## Amenazas
Algunas de las mayores amenazas para la rata de monte incluyen zorros rojos y gatos salvajes, ambas especies introducidas. La evidencia sugiere que la incidencia de incendios puede aumentar la depredación de las ratas de monte debido a la eliminación de la maleza en la que generalmente pueden esconderse.

## Alimentación
La rata de monte no muestra mucha superposición en la dieta con otras especies de roedores locales. En el verano consume principalmente frutas, artrópodos y semillas, pero en el invierno su principal fuente de alimento son especies de ciperácea en particular. Cuando se encuentra en el bosque, consume principalmente hongos y diversos materiales vegetales fibrosos. Se han observado ratas de arbusto alimentándose de néctar sin dañar las flores, lo que probablemente ayude en la polinización.